# Skalské rašeliniště
Skalské rašeliniště je přírodní rezervace zhruba jeden kilometr severně od obce Horní Město v okrese Bruntál. Důvodem ochrany je rašeliniště přechodného typu s prvky vrchovištními, horskými a slatinnými.